# Tino Vegar
Tino Vegar, född 30 januari 1967 i Split, är en kroatisk vattenpolospelare. Han ingick i Kroatiens landslag vid olympiska sommarspelen 1996.
Vegar gjorde sex mål i den olympiska vattenpoloturneringen i Atlanta där Kroatien tog silver. I matchen mot Ukraina gjorde han två mål. Vegar gjorde ett av Kroatiens mål i OS-finalen som Spanien vann med 7–5.